# That's the Way Love Is
| 전문가 평가   | 전문가 평가 |
| 평가 점수     | 평가 점수   |
| 출처          | 점수        |
| ------------- | ----------- |
| Allmusic      | 3/별        |
| Rolling Stone | (mixed)     |

《That's the Way Love Is》는 미국의 솔 음악가 마빈 게이의 열 번째 스튜디오 음반으로, 1970년 1월 8일, 타믈라 (모타운) 레이블에서 발매되었다. 원래 《M.P.G.》에서 가져온 타이틀곡 (1969년 말 팝 미국 7위, R&B 미국 2)의 성공을 바탕으로 제작되었으며, 성공 후 게이의 〈I Heard It Through the Grapevine〉과 매우 유사하게 특정 싱글(모타운 상표)의 성공을 바탕으로 음반을 판매할 의도로 발매되었다.

## 배경
게이는 레이블의 힘 있는 사고방식에 환멸을 느끼는 기색이 역력했지만, 타이틀곡에서 강력한 보컬을 선보였고 비틀즈의 〈Yesterday〉 버전으로 특히 인상적이었기 때문에 가수의 공연에는 영향을 주지 않았다. 그는 〈How Can I Forget〉(원래 템테이션스)의 커버 버전으로 어느 정도 성공을 거두었는데, 이 음반은 41위에 올랐고, R&B 차트에서는 18위에 올랐다. 지미 러핀의 〈Gonna Give Her All the Love I've Got〉의 커버곡인 B-사이드는 별도의 차트 진입을 했고, 팝 차트와 솔 차트에서 각각 67위와 27위로 정점을 찍었다.
게이는 또한 이 음반을 위해 러핀의 〈Don't You Miss Me a Little Bit Baby〉 버전을 녹음했다. 이 LP에는 게이가 1970년 6월 9위를 정점으로 영국에서 히트한 사회적 의식을 가진 곡 〈Abraham, Martin & John〉을 연주한 것도 포함되어 있다. 이 싱글(그리고 타미 테렐과의 듀엣 싱글 〈The Onion Song〉)은 1년 후 그의 《What's Going On》과 함께 무엇이 뒤따를지에 대한 힌트로 널리 간주된다. 그는 또한 템테이션스의 히트곡인 〈I Wish It Wond Rain〉과 〈Cloud Nine〉을 커버했다.

## 곡 목록
| #  | 제목                                     | 작사·작곡                        | 재생 시간 |
| -- | ---------------------------------------- | -------------------------------- | --------- |
| 1. | 〈Gonna Give Her All the Love I've Got〉 | 바렛 스트롱, 노먼 휘트필드       | 3:21      |
| 2. | 〈Yesterday〉                            | 존 레논, 폴 매카트니             | 2:57      |
| 3. | 〈Groovin'〉                             | 에디 브리가티, 펠릭스 카발리에르 | 2:50      |
| 4. | 〈I Wish It Would Rain〉                 | 로저 펜자베네, 스트롱, 휘트필드  | 2:50      |
| 5. | 〈That's the Way Love Is〉               | 스트롱, 휘트필드                 | 3:44      |
| 6. | 〈How Can I Forget?〉                    | 스트롱, 휘트필드                 | 2:04      |

| #  | 제목                                          | 작사·작곡                      | 재생 시간 |
| -- | --------------------------------------------- | ------------------------------ | --------- |
| 1. | 〈Abraham, Martin & John〉                    | 딕 홀러                        | 4:30      |
| 2. | 〈Gonna Keep On Tryin' Till I Win Your Love〉 | 스트롱, 휘트필드               | 2:46      |
| 3. | 〈No Time for Tears〉                         | 에디 홀랜드, 휘트필드          | 2:50      |
| 4. | 〈Cloud Nine〉                                | 스트롱, 휘트필드               | 3:19      |
| 5. | 〈Don't You Miss Me a Little Bit Baby〉       | 펜자베네, 스트롱, 휘트필드     | 2:14      |
| 6. | 〈So Long〉                                   | 홀랜드, R. 딘 테일러, 휘트필드 | 2:27      |